# Wad (stacja kolejowa)
Wad (ros. Вад) – stacja kolejowa w miejscowości Dubitiel, w rejonie zubowopolańskim, w Mordowii, w Rosji. Położona jest na linii Moskwa – Riazań – Samara.
Nazwa pochodzi od przepływającej w pobliżu rzeki Wad.